# Italo Oxilia
Italo Oxilia (Bergeggi, 3 août 1887 - Savone, 16 juin 1971) était un antifasciste italien.

## Biographie
Il est né de Giovanni et Maria Malagamba. Capitaine chevronné, le 12 décembre 1926, il fait passer clandestinement Filippo Turati à Calvi, en Corse, en l'emmenant sur un bateau à moteur parti de Savone. Il a été condamné à l'emprisonnement par contumace.
Après un séjour en France, où il travaille comme ouvrier et se voit confisquer sa maison et ses terres à Quiliano, héritées de son père, et en Belgique, il revient en Italie pour réaliser un second exploit : en juillet 1929, à la barre d'un petit yacht, il aide les internés politiques Carlo Rosselli, Emilio Lussu et Francesco Fausto Nitti à s'échapper de Lipari.
Il a ensuite commandé un certain nombre de navires marchands qui approvisionnaient les volontaires italiens ralliés aux républicains pendant la guerre civile espagnole. De retour en Italie, il est arrêté en 1940, mais est gracié par Mussolini. Pendant la résistance, il dirigea le "Sap Matteotti" à Villapiana, puis dirigea le journal "Giustizia e Libertà" de la section de Savone du Partito d'Azione et fut conseiller municipal d'Aglietto.
En dehors de ces postes et de quelques autres, il a été oublié après la guerre et a vécu dans la pauvreté jusqu'à sa mort, résultat d'une longue maladie.